# Brodersby (Angeln)
Brodersby település Németországban, Schleswig-Holstein tartományban. Lakosainak száma 676 fő (2023. december 31.).

## Népesség
A település népességének változása:
| Lakosok száma | 508  | 694  | 685  | 671  | 691  | 676  |
|               | 2014 | 2017 | 2019 | 2021 | 2022 | 2023 |